# Tetrix grossifemura
Tetrix grossifemura är en insektsart som beskrevs av Zheng, Z. och G. Jiang 1997. Tetrix grossifemura ingår i släktet Tetrix och familjen torngräshoppor. Inga underarter finns listade i Catalogue of Life.